# تخت سرتشتک
تخت سرتشتک هنزای رابُر سرزمینی هموار با پستی و بلندی‌های ملایم و پوشیده از چمن زار و برکه‌های کوچک و چشمه‌های روان در ارتفاع ۳۶۰۰متری از سطح دریا، که از مرتفع‌ترین نقاط استان کرمان محسوب می‌شود. تخت سرتشتک ازمناطق ییلاقی ویکی از جاذبه‌های طبیعی گردشگری بندر هنزا بر فراز کوههای سر به فلک کشیده است. جایی که پوشش گیاهی تمام می‌شود و هیچ درختی به خاطر ارتفاع زیاد نمی‌روید این منطقه معمولاً در فصل تابستان که به دلیل ارتفاع بالا هوای خنک تری نسبت به مناطق پایین دست دارد مورد استفاده و بازدید گردشگران و علاقه مندان به طبیعت قرار می‌گیرد. این تخت که یکی از جلوه‌های خاص مناطق کوهستانی استان کرمان و شهرستان رابر می‌باشد و با قرار گرفتن در نقاط بلند آن می‌توان موقعیت قله‌های بلند استان از جمله لاله زار و کوه هزار را تشخیص داد، منطقه‌ای بکر که به واسطهٔ ارتفاع زیاد و شرایط جوی، بیشتر طول سال خالی از سکنه است. هر سال از اردیبهشت ماه به بعد این منطقه میزبان عشایری از شهرستان‌های جنوبی کرمان  است که با حضور سیاه چادرهای عشایر، بوی آتش و زندگی عشایری و نیز جست و خیز و هیاهوی گوسفندان تا اواخر تابستان تخت سرطشتک رابر را که در ۱۲ کیلومتری منتهی الیه جاده بندر هنزاء قرار دارد به یکی از جالب‌ترین و دیدنی‌ترین نقاط استان کرمان تبدیل کرده‌است.
بیاد داشته باشید که طبیعت تخت سرتشتک کاملا بکر میباشد و آنتن گوشی از دسترس خارج میشود. و برای خرید از محصولات عشایری سعی کنید پول نقد داشته باشید. 
وسایل ضروری سفر اعم از آب و غذا، پاوربانک، کیسه زباله همراه داشته باشید.
گردشگران عزیز حتما زباله های خود را با خود برگردانید.